# Roy Hodgson
Roy Hodgson (Croydon, 9 de agosto de 1947) é um treinador e ex-futebolista inglês que atuou como zagueiro. Atualmente está sem clube.

## Carreira
Hodgson iniciou sua carreira como treinador no sueco Halmstads, tendo em quatro anos conquistado em duas oportunidades o Campeonato Sueco. Tendo ficado durante dois anos parado após sua saída do Halmstads, acabou assumindo o Bristol City, onde ficou pouco tempo. Então, acabou retornando no ano seguinte ao futebol sueco, onde permaneceu durante mais sete anos, treinando o Örebro e Malmö, respectivamente. No Malmö, viveu seus melhores anos como treinador, tendo conquistado seis títulos com a equipe, sendo quatro Campeonatos Sueco.
Querendo mudar de ares, Hodgson aceitou uma proposta do futebol suíço, onde treinaria o Neuchâtel Xamax. Durante seu período treinando o Neuchâtel, recebeu um convite para treinar a Seleção Suíça, sendo aceita. Comandando a Suíça, conseguiu classificar a seleção para a Copa do Mundo de 1994 (onde a Suíça conseguiu se classificar para a segunda fase) e a Eurocopa 1996, antes que, a Suíça não se classificava para algum torneio desde 1966.
Mesmo classificado para a Eurocopa 1996, acabou deixando o comando para assumir a Internazionale. No comando da Inter, conseguiu ser finalista da Copa da UEFA em 1997, mas perdeu o título na disputa de pênaltis para o Schalke 04. Foi contratado pelo Blackburn Rovers, após a derrota na final, mas ficou apenas uma temporada e meia, após baixo aproveitamento. Retornou meses depois ainda ao comando da Internazionale, mas apenas por três partidas.
Em baixa, retornou ao futebol suíço no comando do Grasshoppers e, uma temporada depois, assumiu o dinamarquês Copenhagen, onde conquistou mais dois títulos na carreira (Copa e campeonato). Recebeu uma proposta da Udinese, e, apesar do bom início, acabou saindo do clube. No ano seguinte, assumiu o comando da Seleção dos Emirados Árabes Unidos, onde permaneceu durante dois anos.
Ainda teve uma passagem no norueguês Viking e no comando da Seleção Finlandesa, mas sem grande destaque. Assumiu o comando pouco depois do Fulham (curiosamente, apesar de ser inglês, apenas sua terceira equipe inglesa), onde voltou a ter destaque, evitando o rebaixamento da equipe para a segunda divisão. Na temporada seguinte, surpreendeu todos ao classificar o Fulham para a Liga Europa, onde conseguiu ser finalista, mas perdendo o título para o Atlético de Madrid.
Após desempenhar bom papel nas últimas três temporadas no Fulham, foi anunciado como novo treinador do Liverpool para substituir seu antecessor Rafael Benítez, firmando um contrato de três temporadas. Quando foi anunciado, o próprio declarou ser o "ponto alto da minha carreira". Sua estreia pelo clube foi em um empate em 0 a 0 contra o contra o Grasshopper Club Zürich no Estádio Letzigrund. Sua estreia oficial pelo clube foi em um empate de 1 a 1 diante do Arsenal em Anfield pela Premier League. Porém, acabaria permanecendo apenas seis meses no cargo, deixando o clube em 8 de janeiro de 2011, após conquistar resultados apenas medianos. Sua última partida pelo clube foi em uma derrota por 3 a 1 para o Blackburn Rovers no Ewood Park pela Premier League. Pouco depois, em 11 de fevereiro, fora anunciado como novo treinador do West Bromwich Albion.
Como resultado de sua boa passagem no West Bromwich, além do fato do interesse da FA em contratar um treinador inglês para o comando da Inglaterra, foi anunciado como novo treinador do English Team em 1 de maio de 2012, assinando um contrato de quatro anos.
Deixou o cargo logo após derrota por 1–2 para a Islândia pelas oitavas de final da Eurocopa de 2016.

## Títulos
Halmstads
- Campeonato Sueco: 1976, 1979

Malmö
- Campeonato Sueco: 1986, 1987, 1988, 1989
- Copa da Suécia: 1986, 1989

Copenhague
- Campeonato Dinamarquês: 2001